# Клара (Міссісіпі)
Клара (англ. Clara) — переписна місцевість (CDP) в США, в окрузі Вейн штату Міссісіпі. Населення — 386 осіб (2020).

## Географія
Клара розташована за координатами 31°34′59″ пн. ш. 88°41′30″ зх. д. / 31.58306° пн. ш. 88.69167° зх. д. (31.583130, -88.691610).  За даними Бюро перепису населення США в 2010 році переписна місцевість мала площу 10,08 км², уся площа — суходіл.

## Демографія
Згідно з переписом 2010 року, у переписній місцевості мешкало 410 осіб у 159 домогосподарствах у складі 115 родин. Густота населення становила 41 особа/км².  Було 189 помешкань (19/км²).
Расовий склад населення:
| - 95,6 % — білих - 1,7 % — чорних або афроамериканців - 0,5 % — корінних американців |

До двох чи більше рас належало 2,2 %. Частка іспаномовних становила 0,0 % від усіх жителів.
За віковим діапазоном населення розподілялося таким чином: 27,8 % — особи молодші 18 років, 56,3 % — особи у віці 18—64 років, 15,9 % — особи у віці 65 років та старші. Медіана віку мешканця становила 37,5 року. На 100 осіб жіночої статі у переписній місцевості припадало 99,0 чоловіків;  на 100 жінок у віці від 18 років та старших — 91,0 чоловіків також старших 18 років.
За межею бідності перебувало 6,0 % осіб, у тому числі 0,0 % дітей у віці до 18 років та 0,0 % осіб у віці 65 років та старших.
Цивільне працевлаштоване населення становило 219 осіб. Основні галузі зайнятості: освіта, охорона здоров'я та соціальна допомога — 24,7 %, сільське господарство, лісництво, риболовля — 23,7 %, роздрібна торгівля — 11,4 %, будівництво — 10,0 %.